# Dennis Gyamfi
Dennis Gyamfi (Leiderdorp, 30. prosinca 2001.) je nizozemski nogometaš, koji trenutačno nastupa za belgijski Beerschot. Igra na položaju desnog braniča.

## Klupska karijera
Gyamfi je najveći dio svoje omladinske karijere proveo u respektabilnom engleskom prvoligašu Leicesteru. Sa svojih samo 18 godina nastupao je i za u-23 momčad Leicestera.
Dana 11. prosinca 2020. godine, potpisao je za najtrofejniji hrvatski nogometni klub, Dinamo iz Zagreba.
Dana 31. siječnja 2023. godine, potpisao je za drugoligaša Den Bosch. Dana 1. kolovoza 2024. godine, ugovor između Gyamfija i Den Boscha je raskinut obostranim dogovorom.
Dana 18. ožujka 2025. godine, Gyamfi se pridružio u-23 momčadi belgijskog drugoligaša Beerschota.

## Reprezentativna karijera
Gyamfi nema još niti jedan nastup za reprezentativne selekcije.

## Vanjske poveznice
- Dennis Gyamfi na transfermarkt.com (engl.)
- Dennis Gyamfi na soccerway.com (engl.)